# Hrabstwo Franklin (Teksas)

Piramida wieku hrabstwa

Hrabstwo Franklin – rolnicze hrabstwo położone w USA w stanie Teksas. Utworzone w 1875 r. Siedzibą hrabstwa jest Mount Vernon. Według spisu w 2020 roku liczy 10,4 tys. mieszkańców, w tym 77,9% stanowiła ludność biała nie-latynoska i 15,1% to Latynosi. Północną granicę hrabstwa wyznacza rzeka Sulphur. W południowej części hrabstwa znajduje się Jezioro Cypress Springs.

## Gospodarka
W 2017 roku hrabstwo Franklin należy do czołowych hrabstw w produkcji drobiu (5,9 mln) i mleka, w Teksasie, chociaż pogłowie bydła liczyło tylko 35,3 tys. sztuk. Główną uprawą jest siano, które wspiera przemysł mleczarski i wołowy. W sprzedaży znajdują się również jagody, brzoskwinie i choinki. Pozostałe uprawy pozostają stosunkowo niewielkie.
Od lat 40. XX wieku wydobywa się ropę naftową. W 2017 roku wydobyto 336,5 tys. baryłek ropy naftowej. 

## Sąsiednie hrabstwa
- Hrabstwo Red River (północ)
- Hrabstwo Titus (wschód)
- Hrabstwo Camp (południowy wschód)
- Hrabstwo Wood (południe)
- Hrabstwo Hopkins (zachód)
- Hrabstwo Delta (północny zachód)

## Miasta
- Mount Vernon